# Женотдел

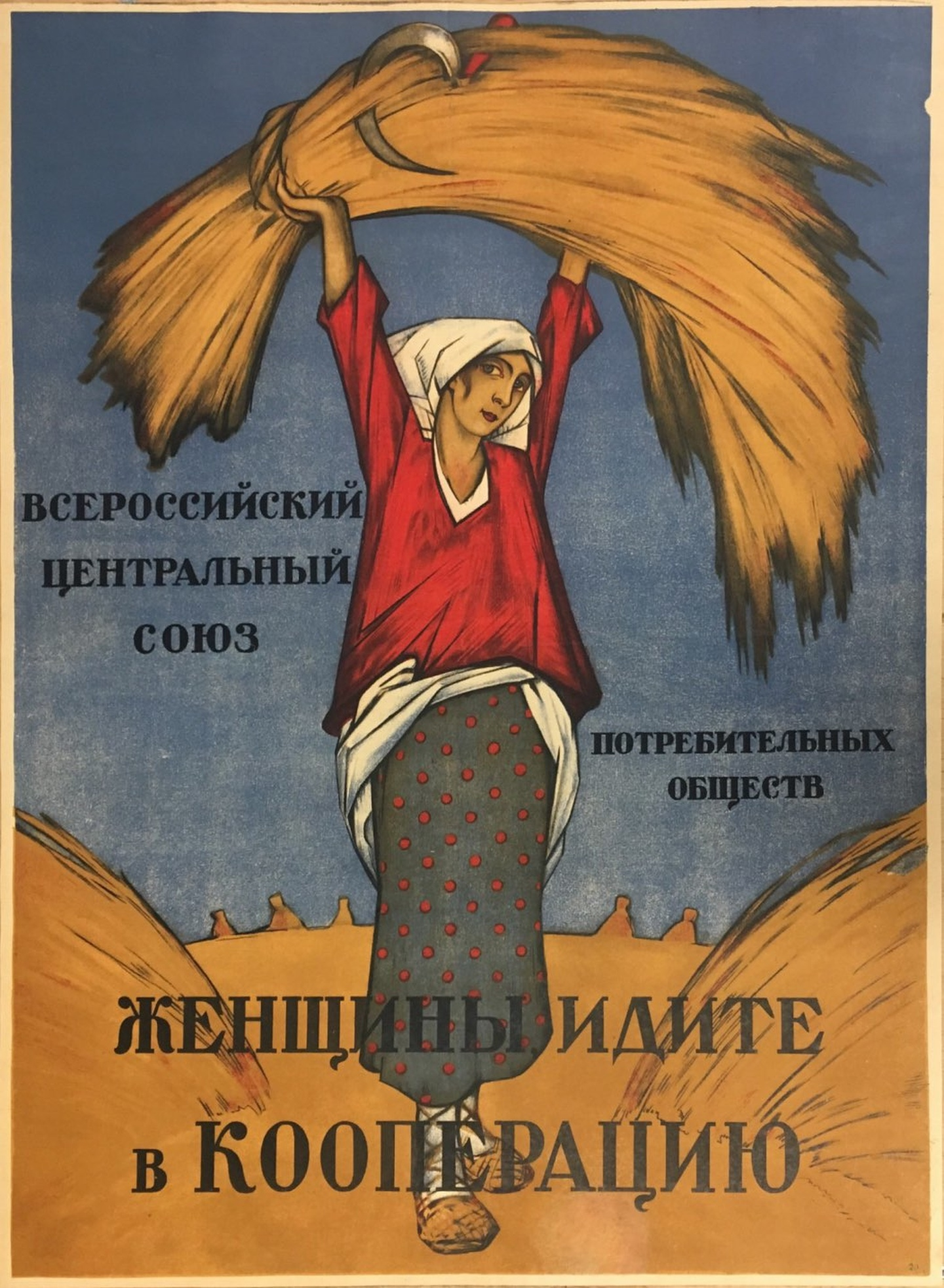
Афиша женотдела. Игнатий Нивинский. 1918 г.

Женотдел (сокращение от Отдел по Работе Среди Женщин, Женский отдел, другие названия — Отдел работниц и крестьянок) — отдел при ЦК и местных комитетах РКП(б)/ВКП(б) по работе среди женщин. Женотделы были созданы в 1919 году на базе Комиссий агитации и пропаганды среди рабочих и крестьянок РКП(б). Инесса Арманд стала первой заведующей Женотдела при ЦК и пробыла на этом посту до 1920 года, когда её заменила Александра Коллонтай. Задачей женотделов было «воспитание женщин в духе социализма и привлечение их к хозяйственному строительству и государственному управлению; координация процессом трансформации институтов брака и материнства, изменение бытовых условий».
Делегатское движение женотделов в 1922 году достигло 95 тысяч человек, а к 1926—1927 годам выросло до 620 тыс. делегатов.

## Деятельность
- Во время гражданской войны — создание комитетов помощи больным и раненым красноармейцам[3];
- Агитация и пропаганда во время гражданской войны и после;
- Создание образовательных учреждений, партийных школ, обучение неграмотных;
- Проведение женских митингов, конференций, делегатских собраний;
- Издание агитационных материалов: журнала «Работница», его теоретического приложения «Коммунистка» и около 18 других изданий c общим тиражом 670 тыс. в 1930 году[4];
- Декреты в области правового, семейного, брачного и имущественного положения женщин приняты СНК по инициативе женотделов[3];
- Забота о детях и беспризорных, школьные инспекции, распространение еды и жилья;
- С 1920 года женотделы работали для привлечения делегаток из работниц, крестьянок, домохозяек для практической работы в их учреждениях[2]. Это заметно способствовало участию женщин в общественно-политической и экономической жизни, росту женского самосознания;
- Контролирующие и правозащитные функции: в 1924 году созданы комиссии по изучению и улучшению женского труда[2].

### Правовые предпосылки деятельности
Декреты, принятые Советами в первые послереволюционные месяцы, содержали пункты, касающиеся женских прав.
- Декрет о 8-часовом рабочем дне (29 октября (11 ноября) 1917 года) — запрещал ночной труд женщин;
- Декрет о пособии по беременности и родам (14 (27) ноября) — предполагал отпуск и пособие по беременности и родам;
- Декрет о заработной плате — установил минимальную заработную плату независимо от пола;
- Декрет о тарифах — утверждал принцип равной оплаты мужского и женского труда; Декрет о гражданском браке (18 (31) декабря 1917 года) — уравнял женские права в семье и браке[5].

В Декларации прав трудящегося и эксплуатируемого народа, принятой 12 (25) января 1918, III (Объединительный) Всероссийский съезд рабочих, солдатских и крестьянских депутатов провозгласил, что права не должны зависеть от пола. 10 июля 1918 года в Конституции РСФСР было закреплено право женщин наряду с мужчинами избирать и быть избранными в Советы (ст. 64).

## Трудности работы
В ходе своей деятельности женотделы сталкивались с активной оппозицией. В 1921 году Коллонтай говорила о распространённом враждебном отношении к женотделам среди большего количества женщин, которые боялись, что те разрушают семьи, провоцируют бездушное разделение родителей и детей (в ходе создания детских садов и школ) и борются против церкви.
Области наиболее активного противостояния были на приграничных территориях. Были зафиксированы случаи агрессии мужчин к делегатам, три убийства в Чигринском районе Украины. Имелись случаи физической расправы в Архангельской области, в Туркмении, в Узбекистане, например, журнал «Мысль» в статье 1972 года приводит цифру в 203 убийства за 1928 год; также есть данные о цифре около 300 убийств в Центральной Азии лишь за один квартал 1929 года. В журнале «Коммунистка» велась рубрика «Наши жертвы».
Некоторые исследования показывают, что женотделы страдали от нехватки персонала и финансирования, отсутствием опыта среди рядовых членов организации.

## Расформирование
Еще в начале 1920-х годов среди местных партийных организаций была инициатива ликвидировать женотделы и передать их работу отделу пропаганды и агитации. Резолюция XII партийного съезда в 1923 году, например, отмечает «создание некоторой почвы для феминистических уклонов», которые могут привести к «отрыву женской части трудящихся от общеклассовой борьбы».
Прелюдией к расформированию женотделов было окончание в 1926 году работы Международного женского секретариата Коминтерна, который возглавляла Клара Цеткин.
В январе 1930 года женотделы были расформированы, их функции стали выполнять женсекторы отделов Агитации и массовых кампаний, которые просуществовали до 1934 года. В том же году Сталин объявляет о решённости «женского вопроса» в СССР.
Однако в связи с проходившей тогда индустриализацией была поставлена другая задача: вовлечение женщин в общественно полезный труд, для чего неформальным образом стали организовываться женсоветы на предприятиях, помогавшие реализовывать лозунг «Женщины на производство!» XVI съезд партии официально принял решение о создании делегатских собраний: для работниц — на производстве, для домашних хозяек — территориальные собрания, для колхозниц — производственно-территориальные делегатские собрания.

## Заведующие Женотделом ЦК РКП(б)
- Арманд, Инесса Фёдоровна (1918—1920)
- Коллонтай, Александра Михайловна (1920—1922)
- Смидович, Софья Николаевна (1922—1924)
- Николаева, Клавдия Ивановна (1924—1926)
- Артюхина, Александра Васильевна (1926—1930)